# Stenträsket (Sorsele socken, Lappland, 725082-155713)
Stenträsket är en sjö i Sorsele kommun i Lappland och ingår i Umeälvens huvudavrinningsområde. Sjön har en area på 0,204 kvadratkilometer och ligger 555,3 meter över havet. Sjön avvattnas av vattendraget Smilabäcken.

## Delavrinningsområde
Stenträsket ingår i det delavrinningsområde (725432-156071) som SMHI kallar för Mynnar i Storjuktan. Medelhöjden är 588 meter över havet och ytan är 44,24 kvadratkilometer. Det finns inga avrinningsområden uppströms utan avrinningsområdet är högsta punkten. Smilabäcken som avvattnar avrinningsområdet har biflödesordning 3, vilket innebär att vattnet flödar genom totalt 3 vattendrag innan det når havet efter 291 kilometer. Avrinningsområdet består mestadels av skog (86 procent). Avrinningsområdet har 0,85 kvadratkilometer vattenytor vilket ger det en sjöprocent på 1,9 procent.